# Francesco Bocchi
Francesco Bocchi (* 1548 in Florenz; † 31. März 1613 oder 1618 ebendort) war ein italienischer Schriftsteller und Kunstkritiker.

## Leben
Er war der Sohn von Lisabetta Papi und Bartolomeo Bocchi, einer mäßig wohlhabenden Familie. Francescos Vater starb, als er elf Jahre alt war. Nach dem Tod seines Vaters übernahm sein Onkel Donato Bocchi, Generalvikar des Bischofs von Fiesole seine Erziehung und unterrichtete ihn in Literatur und Rhetorik. Im Jahr 1572 zog er für einige Jahre nach Rom. Nach seiner Rückkehr nach Florenz fand er Arbeit als Hauslehrer für adlige Kinder, z. B. für Ulisse Bentivoglio und die Söhne von Benedetto Vivaldi und Piero Antonio Strozzi. Er fand auch Beschäftigung beim Verfassen von Reden (z. B. Leichenreden) und Abhandlungen für prominente Gönner. Zu seinen Auftraggebern gehörten Lorenzo Salviati und seine Familie, Filippo Valori, Piero Vettori und andere Mitglieder der Kurie aus dem Umfeld des Kardinals und späteren Großherzogs Ferdinando de’ Medici.
Als Schriftsteller verfasste er oft Werke von höfischer Gelehrsamkeit, die eher stilistisch als inhaltlich begründet waren, obwohl sie tiefgründig waren. Zu seinen Werken gehörte ein Führer zu den Kunstwerken in Florenz: Le bellezze della città di Firenze, der 1594 veröffentlicht wurde. Es war das erste seiner Art für eine italienische Stadt und kann mit Filippo Titis Version von 1674 für Rom verglichen werden.
Für Giovan Vincenzo Vitelli schrieb er eine Geschichte der flämischen Aufstände, der damit die Rolle seines Vaters Chiappino Vitelli würdigen wollte, der dort als Condottiere gekämpft hatte.
Er wurde in der Kirche San Pier Maggiore beigesetzt, in der sich bereits die Gräber seiner Vorfahren befanden. Diese Kirche und das angrenzende Kloster wurden in den letzten beiden Jahrzehnten des 18. Jahrhunderts abgerissen.